# أليكس كوانغواري
أليكس كوانغواري (بالإنجليزية: Alex Kwangwari)‏ (مواليد 28 ديسمبر 1968) هو ملاكم زيمبابوي، مثّل بلاده في الألعاب الأولمبية الصيفية 1996.

## روابط خارجية
أليكس كوانغواري على موقع أوليمبيديا (الإنجليزية)